# De Eolus
De Eolus is een poldermolen aan de westzijde van het Aduarderdiep, ten noorden van Aduard en ten oosten van Den Ham en Fransum in de Nederlandse provincie Groningen.
De molen werd in 1821 gebouwd en bleef tot in de jaren tachtig van de twintigste eeuw op windkracht in bedrijf als hoofdbemaling van de Fransumerpolder. Jarenlang werd de molen bemalen door het molenaarsechtpaar Dijk. Bernard Dijk was tevens molenaar en instructeur op de korenmolen De Onderneming in Vierhuizen. Na het overlijden van het echtpaar Dijk wordt de molen thans regelmatig op vrijwillige basis in werking gezet door de huidige bewoner van de molenaarswoning. De Eolus is enkele malen gerestaureerd. Het wiekenkruis is voorzien van zelfzwichting met het Systeem van Bussel, de roeden hebben een lengte van 19 meter. De molen was jarenlang eigendom van de Molenstichting Westerkwartier, thans is de Stichting De Groninger Poldermolens eigenaar. Opvallend zijn de grote ramen in de veldmuren. Samen met enkele andere restanten vormen deze ramen de overblijfselen van de woning die tot de bouw van een apart molenaarshuis in de molen was ondergebracht.
Eind juni 2008 stelde de Rijksdienst voor Archeologie, Cultuurlandschap en Monumenten 96.250 euro beschikbaar voor een restauratie van De Eolus. Met dit geld werd de molen van een nieuw wiekenkruis voorzien. Ook werden vijzel en staartwerk gerestaureerd. In juni 2009 is de molen weer maalvaardig opgeleverd.

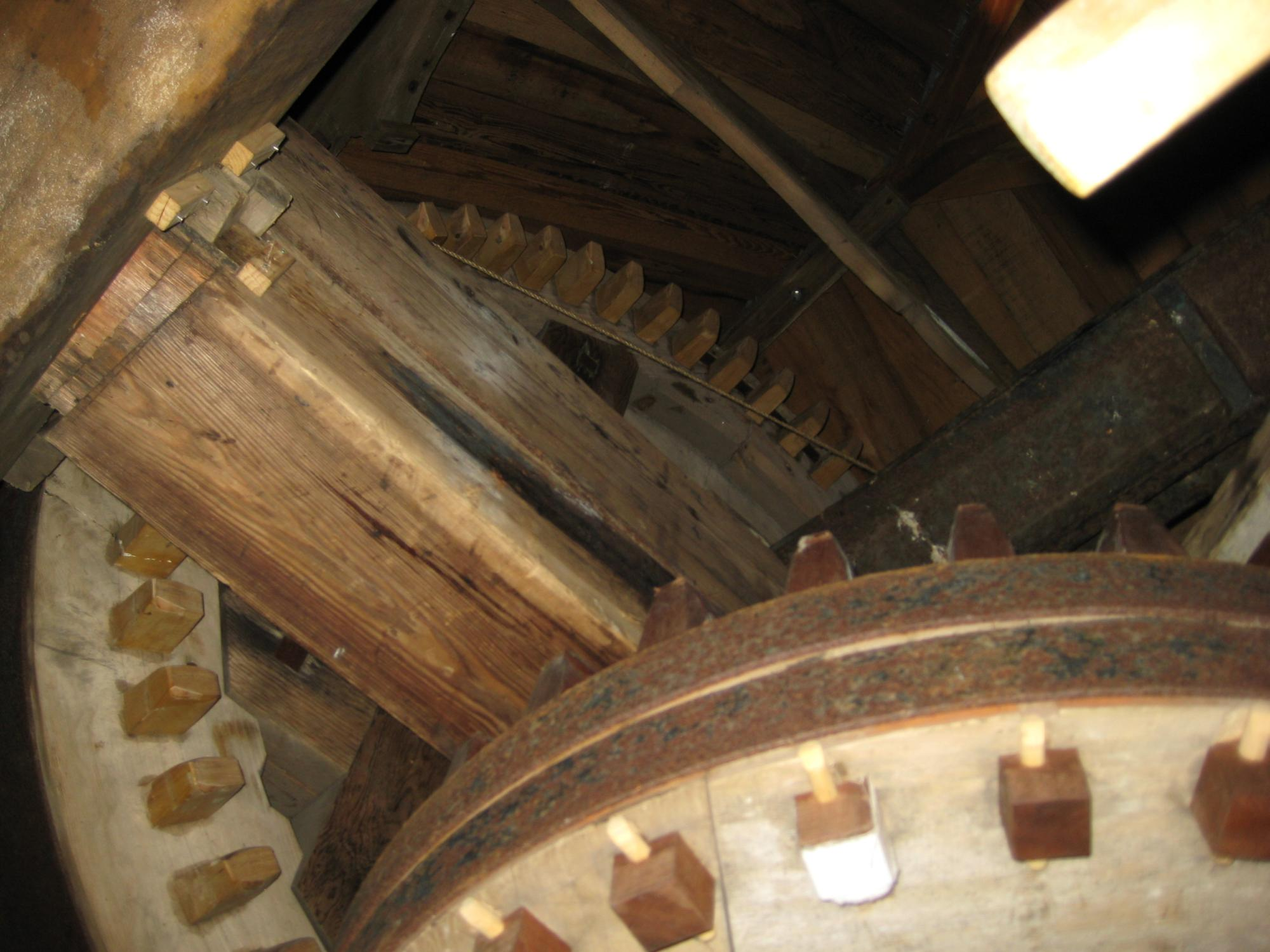
De Eolus, interieur (2008)
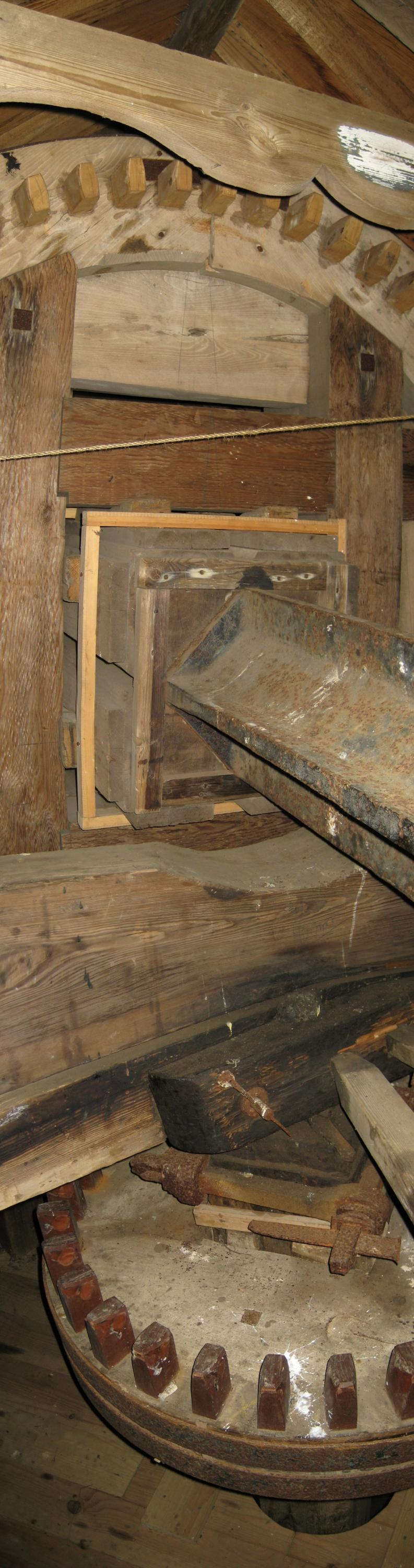
De Eolus, interieur (2008)